# Obligación moral
La obligación moral es la que da razón sobre la voluntad de un valor. Por ello, esta ha de ser originada en la autoridad, la sociedad, el inconsciente, o en el miedo al castigo. 
Cuando una persona capta un valor con su inteligencia, se ve solicitada por dicho valor, entonces  propone a la voluntad la realización de tal valor. Pero la presiona suavemente, sin suprimir el libre albedrío; ve una necesidad objetiva y como tal la sugiere a la voluntad para su realización. Se trata pues, de una exigencia propia de la razón, fundamentada en un valor objetivo, pero nacida en lo más íntimo y elevado de cada persona: su propia razón. Por lo tanto, la obligación moral es autónoma.

La base de la obligación es la razón frente a un valor. Por lo tanto, se afirma que  el valor es la base de la obligación moral. No solo en el plano subjetivo, sino que también en el plano objetivo, ya que la ley es la expresión de un valor originada en la razón. Esta ley tiene la capacidad de producir en el sujeto, que se guía por su razón, el sentimiento de obligación. A esto se le llama obligatoriedad de la ley, propiedad típica y que se deduce a partir del valor expresado por ella. En otras palabras: la persona, con su razón, trasciende al plano de los hechos y reconoce el valor de las leyes, con esto la misma impone una obligación o exigencia de tipo racional, sin menospreciar al libre albedrío y su autonomía.